# Torre de Santa María (pics d'Europe)
Pour l’article homonyme, voir Torre de Santa María.
La Torre de Santa María est une montagne d'Espagne située dans les pics d'Europe de la cordillère Cantabrique. Elle s'élève à 2 476 m d'altitude, dans la commune de Cangas de Onís.
La première ascension connue a été réalisée le 19 septembre 1891 par les Français Paul Labrouche et Aymar de Saint-Saud en suivant la voie connue sous le nom de La Grieta Rubia sur la face sud de la montagne et considérée aujourd'hui comme la voie normale pour atteindre le sommet, avec la voie connue sous le nom d'El Corredor del Marqués de difficulté similaire sur la face nord. La voie El Corredor del Marqués a été gravie pour la première fois le 4 octobre 1907 par Gregorio Pérez Demaría « El Cainejo » et Pedro Pidal y Bernaldo de Quirós, marquis de Villaviciosa, les premiers alpinistes à gravir le pic Urriellu ou Naranjo de Bulnes.